# De listige Friere
De listige Friere er en dansk stum romantisk komediefilm fra 1913 produceret af Kinografen og instrueret af Vilhelm Petersen efter manuskript af Anders Gjedde-Olsen. 
Filmen havde dansk premiere den 24. september 1913 i Kinografens egen biograf på Frederiksberggade i København.

## Handling
Den unge Ellen Holm er på vej hjem fra sit morgenbad på badeanstalten og bliver centrum for tre beundreres opmærksomhed: professor Klemme, grosserer Petersen og jurastuderende Holger Borch. Da hun kommer hjem opdager hun, at hun har tabt en kostbar ring, og hun forsøger at finde den igen på badeanstalten og i bassinet. De tre beundrere har spurgt Ellens forældre om tilladelse til giftemål, men forældrene overlader beslutningen til Ellen. Beundrerne frier til Ellen, men hun er mere optaget af ringen, og hun lover, at den frier som først skaffer ringen tilbage, vil få hendes opmærksomhed. De tre mænd forsøger på hver sin måde at finde ringen. Stud.jur. Holger Borch går til guldsmeden og køber en ring magen til den tabte, Professor Klemme går til badeanstalten og udlover en dusør til damerne, hvis de kan finde en ring, og grosserer Petersen forklæder sig som dame og går ind på badeanstalten. Klemme får politiet til at anholde Petersen for blufærdighedskrænkelse, men Klemme bliver snydt af damerne, da de har købt billige ringe hos købmanden, og Klemme må indløse dusør til dem alle. Ellen har imidlertid selv fundet sin ring, som hun har tabt ved huset, og på en efterfølgende udflugt med stud.jur. Borch forloves de to, mens de to andre friere trøstes af nye romantiske muligheder.

## Medvirkende
- Frederik Christensen - Etatsråd Holm
- Oda Rostrup - Ellen, Holms datter
- Charles Schwanenflügel - Professor Klemme
- Sophus Erhardt - Grosserer Petersen
- Anton de Verdier - Stud. jur. Borch